# VII Brygada Kawalerii
VII Brygada Kawalerii (VII BK) – wielka jednostka kawalerii Wojska Polskiego II RP.

## Formowanie i zmiany organizacyjne
Brygada sformowana została w marcu - kwietniu 1919 r. jako I Brygada Jazdy Wielkopolskiej Sił Zbrojnych Polskich w byłym zaborze pruskim. W wyniku scaleniu Wojsk Wielkopolskich z armią krajową, brygada przemianowana została na VII Brygadę Jazdy. 
W kwietniu 1924 r., w ramach reorganizacji jazy, VII BJ przemianowana została na VII Brygadę Kawalerii i podporządkowana dowódcy 3 Dywizji Kawalerii. Z jej składu wyłączony został 16 pułk Ułanów Wielkopolskich i 7 dywizjon artylerii konnej wielkopolskiej. Pierwsza z wymienionych jednostek podporządkowana została dowódcy nowo utworzonej XIV Brygady Kawalerii w Bydgoszczy, a druga dowódcy artylerii konnej 3 Dywizji Kawalerii. W skład XIV BK wszedł również 7 pułk strzelców konnych wielkopolskich, który do tego czasu podlegał bezpośrednio dowódcy Okręgu Korpusu Nr VII.
Wiosną 1929 r. VII BK przeformowana została w samodzielną Brygadę Kawalerii „Poznań”. W jej skład ponownie włączony został 7 dywizjon artylerii konnej wielkopolskiej, a ponadto 7 pułk strzelców konnych wielkopolskich z rozformowanej XIV BK.

## Struktura organizacyjna
Po zakończeniu wojny z bolszewikami dokonano zmian w organizacji brygady, która przedstawiała się następująco:
- dowództwo w Poznaniu
- oddział sztabowy w Poznaniu
- 15 pułk Ułanów Poznańskich
- 16 pułk Ułanów Wielkopolskich
- 17 pułk Ułanów Wielkopolskich
- 7 dywizjon artylerii konnej wielkopolskiej
- szkoła podchorążych rezerwy przy VII BJ
- kompania sanitarna VII BJ (eks kompania sanitarna nr 4)

Skład pokojowy VII BK
- 15 pułk Ułanów Poznańskich
- 17 pułk Ułanów Wielkopolskich

## Dowódcy brygady
- płk Stanisław Sochaczewski - do marca 1929